# Ademuz (kommun)
Ademuz är en kommun i Spanien.   Den ligger i provinsen Província de València och regionen Valencia, i den centrala delen av landet, 210 km öster om huvudstaden Madrid. Antalet invånare är 1 258.